# عبد القادر لشهب
عبد القادر لشهب  (13 يوليو [تموز] 1954 – 10 نوفمبر [تشرين الثاني] 2024م) هو دبلوماسي مغربي ولاعب كرة قدم سابق. كان سفير المغرب لدى روسيا، وقدم أوراق اعتماده إلى الرئيس الروسي دميتري ميدفيديف في 29 مايو 2009.

## الحياة الرياضية
ولد لشهب في وجدة، وكان يلعب كرة القدم في شبابه، بدأ يلعب مع الفريقيين المحليين نادي الاتحاد الوجدي ونادي المولودية الوجدية قبل انتقاله إلى الدار البيضاء حيث لعب لنادي الوداد الرياضي. سجل 23 هدفا لقيادة الوداد للقب البطولة الوطنية المغربية 1975-1976. أنهى مسيرته مع نادٍ في سويسرا.
قدم لشهب 15 مباراة لمنتخب المغرب لكرة القدم.

## الحياة الدبلوماسية
حصل لشهب على شهادات في القانون، ثم حصل على شهادة الدكتوراه في العلاقات الدولية في جنيف. وقد مثل المغرب في وزارة الخارجية في سويسرا قبل تعيينه مديرا لديوان عبد اللطيف الفيلالي في عام 1994. وفي عام 1998 أصبح سفير المغرب لدى كندا. وبعدها أصبح سفير المغرب لدى اليابان في عام 2003 قبل أن يتولى منصب سفير المغرب لدى روسيا في عام 2008.